# 1918 Aiguillon
Aiguillon (asteróide 1918) é um asteróide da cintura principal, a 2,8010944 UA. Possui uma excentricidade de 0,124257 e um período orbital de 2 089,38 dias (5,72 anos).
Aiguillon tem uma velocidade orbital média de 16,65394789 km/s e uma inclinação de 9,18113º.
Esse asteróide foi descoberto em 19 de Outubro de 1968 por Guy Soulié.